# NHKラジオ第1放送
NHKラジオ第1放送（エヌエイチケイ ラジオだいいちほうそう）は、日本放送協会（NHK）による地上基幹放送の一種別の中波放送（AM放送）で国内放送でもある。
通称は「ラジオ第1」「R1」「NHK第1」など。またキャッチコピーは、「24時間安心ラジオ」「ラジオはミミとも、NHK」など。2011年4月、「あ、ラジオ聞こ。」が新たなキャッチフレーズとして発表された。これは、NHKラジオ第2放送、NHK-FM放送を含むNHKラジオ放送全体のキャッチフレーズである。

## 概要
ラジオ第1放送は1925年3月1日、社団法人東京放送局（現在のNHK首都圏局）によって東京府東京市芝区新芝町（現在の東京都港区芝浦）の東京高等工芸学校（千葉大学工学部の前身）構内仮放送所から最初の、そしてそれまでは無線通信のみに使用されていた電波を用いた、日本において初めての放送が行われ、同年7月12日に同区愛宕山にあった送信所（NHK放送博物館周辺）から本放送を開始した。同時期、社団法人大阪放送局（大阪市、NHK大阪放送局）と社団法人名古屋放送局（名古屋市、NHK名古屋放送局）も設立され、名古屋放送局は東京放送局の3日後の7月15日、大阪放送局は大幅に遅れること翌年の12月1日にそれぞれ本放送を開始した。
1926年8月に3局が合同して社団法人日本放送協会が設立され、翌年から札幌、仙台、広島、熊本を皮切りに地方に放送局を設けて全国でラジオ放送が実施されていった。当初は1チャンネルだけだったが、1931年4月に第2放送を開局し2チャンネル体制としたことで、既存のチャンネルを第1放送として定めた。その後1939年から第1放送と第2放送のチャンネル編成を明確なものとするため、第1放送は全国共通の番組を放送する「全国放送」、第2放送は都市に住むインテリ向けの高度な教養・講座番組を主とする「都市放送」として放送された。
1941年12月8日、太平洋戦争の開始と共に都市放送（第2放送）が休止され再び1チャンネルのみの編成となった。また、敵機の来襲（空襲）に備えて、送信所が無指向性無線標識になってしまうことを防ぐため、送信出力を抑え、同一周波数で放送する電波管制も実施された。事実上の国営放送でもあり、新聞と共に大本営発表にも関わった。
戦後間もない1945年9月1日より2チャンネル編成に戻り、第1放送は総合番組編成、第2放送は教育・教養番組をベースとした編成とチャンネル編成を明確にしている。『NHKのど自慢』や『NHK紅白歌合戦』のように、テレビ放送の開始後は、テレビでも放送される人気番組も登場した。
後述する『ラジオ深夜便』など、中高年を意識した編成や歌謡曲を扱う番組がある中、若年層に向けた番組はあまり多くなかったが、2012年度からは週末放送の『らじらー!』など若年層向けの番組も増やしている。近年は若年層へのシフトにより2008年、2017年、2019年に大改編があり、2008年にはサンデージョッキー、ラジオほっとタイム、NHKラジオ夕刊といった長寿番組が、特に2019年には日曜バラエティー、ふるさと自慢うた自慢&ふるさと自慢コンサート、きらめき歌謡ライブ、ここはふるさと 旅するラジオ、かんさい土曜ほっとタイムといった番組が終了している。また列島リレーニュースなど報道系番組も減少している。
2021年1月13日、2021年度から3か年の経営計画が決定し、2025年度を目途に現在のAM2波から1波へ整理・削減する方向で検討を進めており、2025年度にラジオ第2は廃止、ラジオ第1と統合される。これに関連して、2023年度からは2021年度までラジオ第2で月曜 - 金曜に放送していた『朗読』を毎週土曜にラジオ第1で放送することになった。

## 編成
NHKラジオセンターからの生放送が中心。生放送の割合が92パーセント。基本的には正時（00分）にNHKニュースを、毎時55分に地域情報（主に、気象情報。東京・名古屋・大阪では加えて交通情報）や地域のニュースが放送される。このため、現在テレビを設置していない家庭のほか、商店や作業場などで、時計代わりに受信しているところも多い。1970年頃からはワイド番組(「◯◯のロータリー」など)が登場、その後「〇〇ラジオセンター」というゾーン名がつけられ、今の形になった。
通常の番組編成はおおむね総合テレビなどと合わせる形で、4月第1月曜日に大規模な改正を行うが、NHKプロ野球（2019年度から原則として毎週土曜日のデーゲームを放送）の中継の編成に対応するため、10月第1月曜日に小規模な改正を実施する番組もある。特に、1978年秋・冬季の改編は、同年11月23日のグリニッジ天文台協定世界時〈GMT〉0時1分に当たる日本時間9時1分から、国際電気通信連合（ITU）の取り決めにより、日本の属するアジア・アフリカ・ヨーロッパなどの中波放送の周波数単位がこれまでのアメリカ大陸等と同じ10㎑単位から9㎑単位に改められたタイミングで、FM放送とともに改正が実施された。

### ニュース
毎正時にニュースを放送。平日は毎時30分にも放送（5時30分、6時40分（『ラジオ体操』の放送があるため）、10時30分、11時30分、13時17、14時30分、15時30分）。ただし、10時30分から15時30分のニュースは高校野球中継期間中、政見放送・経歴放送時は休止される。祝日を除く平日22時は『NHKジャーナル』、日曜9時は『日曜討論』放送のためニュースは放送なし（『NHKジャーナル』、『日曜討論』休止時はニュースを放送）。国会中継が放送される場合もその時間帯の定時ニュースや地域情報は休止する。
なお2012年3月31日までは20時30分にも放送されていたが、4月3日からの改編により廃止され夜間のニュースは原則毎時00分のみとなった。2013年3月29日までは7時30分にも放送されていたが、4月1日から平日7時の全国ニュースが7時15分から7時20分までに延長により廃止された。2018年3月9日までは16時30分、2019年3月22日までは8時30分、2023年3月17日までは9時30分、2023年3月31日までは平日5時30分にも放送されていた。
2017年9月中旬までは、後番組が生放送である場合が多いため、一部の時間を除き、ラジオ第1のニュースは放送時間が一定しない。毎正時のニュースは5分間の放送とされていても正確に5分で終わるというわけではなく、ニュースの後に放送する（生放送の）ワイド番組は「おおよその時刻（5分ごろ、33分ごろなど）」で開始し、ワイド番組では続きの開始時間も「X時5分ごろから」「X時33分ごろから」というようにアナウンスをしていた。
ニュース素材音源はテレビ放送と共用。スポーツ中継ではそのままラジオ第1放送の中継音源を使用しているが、ラジオの中継がない場合はテレビ放送のものを使用する場合もある。
1990年までは、ニュース（ローカルニュース）の終了時に、「○○がお伝えしました、時刻は××時△△分になります、NHK」（「エヌ・エイチ・ケイ」と区切った形でいうことが多い）とアナウンスが入っていた。1993年の春頃までは全国ニュースからローカルニュースに切り替わるときに「ポーン」（人によっては「コーン」にも聞こえていた）というチャイムを鳴らしていた。これは聴取者からの提案で採用されたものである。
2008年3月31日から平日正午のオープニングでジングルを採用し、2009年3月30日からは、平日午前7時にも採用。2012年4月からは毎日7時・正午・19時のニュースで開始時（土曜・日曜・祝日19時は2013年10月から）と番組途中にジングルを流すようになった。また、2015年3月30日から2019年3月31日までは、毎日午前6時にも採用されていた。
スポーツ中継（プロ野球・高校野球・大相撲・駅伝など）は試合の展開によって、国会中継も進行状況によって予定時刻で放送が終わらない場合があり、いずれもニュースの開始時間がずれる場合がある。また、スポーツ中継時は、時報を伝えた後イニングの合間などに短縮して伝えるほか、高校野球中継では試合と試合の間に5分間のニュースを放送する。年末年始の15時・22時・0時・1時は5分間、12時（正午）は10分間に短縮する場合がある。大晦日のNHK紅白歌合戦の放送時間中は1部と2部の間のニュースのみ放送。2019年の大晦日よりNHK紅白歌合戦終了後、23時45分 - 23時52分にニュースと交通情報を放送。新春最初のニュースは2017年 - 2018年まではゆく年くる年終了後（概ね元日0時45分 - 1時）に、2018年 - 2019年は年越しラジオ深夜便内（0時45分 - 1時）に、2019年 - 2020年からは1時 - 1時5分に放送。
2016年8月のリオデジャネイロオリンピック期間中、正午のニュースは、男女各1名の2名体制で放送した。
2021年の東京オリンピック期間中、正午のニュースは、R1で競技中継を行うため、8月15日（全国戦没追悼式典実施日）に準じた体制を採る。
マイあさ!に内包された5時・6時・8時、Nらじに内包された18時、深夜帯の1時から4時のニュースを除き、毎正時のニュースはらじるらじるや各種ポッドキャストサービスで放送後24時間配信されている。

### 地域放送
ラジオ第1では、5時台から22時台にかけて地域放送を実施している。毎時55分から5分間の放送が中心で、ニュース・気象情報・交通情報、お知らせが放送される。
このほかの定時ローカルニュースは6時25分、午前7時のけさのニュースのあとと、正午のニュースのあとに放送（土日祝は午後7時のきょうのニュースのあとにも放送）。また、関東・関西では毎時58分・28分頃に交通情報が放送される。18時50分のローカル放送で航行警報（軍事演習の実施予告）も放送している（一部では21時55分（関東・甲信越など）、23時台前半（関西など）にも放送する）。
ローカル放送について、拠点局から放送する時間と地元放送局からの時間は各ブロックにより異なる。なお、大相撲や高校野球（地方大会・全国大会）をはじめとするスポーツ中継により、これらの放送がない場合がある。
尚、2022年2月現在、土曜日・日曜日・祝日・年末年始のローカル放送は、関東・甲信越地方、東海・北陸地方を除いて、北海道、東北地方、中国地方、四国地方、九州・沖縄地方の各放送局は終日拠点局から放送している。

### 深夜放送
NHKのラジオ放送が開始された1925年当初は9時30分に放送を開始、日中の時間帯の中断を挟みながら21時までには放送が終了していた。当時は放送終了時にも時報が放送されていた。戦後はTBSラジオや文化放送、ニッポン放送など民間放送（民放）では、早いものは1950年代からそれぞれレギュラー深夜放送を開始したがNHKは長らく行わず、毎夜日付が変わった時点（午前0時 - 5時）で放送休止していた。
1988年秋から1989年年始にかけて、昭和天皇の病状を伝えるための終夜放送を実施した際、この時間の大半でクラシック音楽を流した。この反響を受け、1990年4月から試験的に『特集・ラジオ深夜便』と題して深夜の放送をスタートさせた。
リスナーからの好評以外にも、深夜時間帯の地震や津波、あるいは内外での突発的な事態への迅速な対応を行う目的も兼ねて、1992年4月から正式にレギュラー化され、メンテナンス（送信機器、放送設備点検）実施日以外は午前5時を1日の基点とした24時間放送となる。これはNHKの地上波放送としてはラジオ・テレビを通して初めてのことであった。
なお当初はラジオ第1のみ24時間放送の対象としていたが、外国の大出力局などとの混信や十分に聴取できない地域への配慮や緊急有事にも迅速に対応する必要があること、また大規模な送信機のメンテナンスが行われるときでも滞りなく放送できるようにする目的で、1996年4月からラジオ第1が休止の時（地上波全波のメンテナンス日のみに限り24時で終了のため除く）、試験的にFMで深夜便のリレー放送を行い、1998年4月から正式にラジオ第1・FM双方で24時間生放送を行えるようになった。放送休止も、大規模な送信機のメンテナンスや更新工事・局舎移転などが生じてやむなく双方を休止せざるを得ない場合を除き、どちらか一方は放送できるようにすることで、『ラジオ深夜便』を1年間を通して生放送できる体制を整えている。

## 放送形態

### 広域放送・県域放送
関東広域圏・中京広域圏・近畿広域圏（大津を除く）の15都府県で広域放送、それ以外の32道県で県域放送を行っている。2011年9月1日からは、NHK独自展開のIPサイマルラジオサービス「らじる★らじる」のサービス開始に伴い、2017年10月2日からは民放サイマル配信サービス「radiko」（2017年10月2日正午頃から2018年3月30日までの第1次実験配信（一部地域限定） と、2018年4月12日以降の第2次実験配信（全国配信） を経て、2019年4月1日より正式サービス開始）も加わり、インターネット経由でもFM放送やNHKワールド・ラジオ日本（NHKの国際放送）の衛星ラジオと同等の高音質で聞くことができるようになった。
空中線電力（出力）は、基本的に地元民放と同等またはそれ以上である。例えば関東広域圏の場合民放（TBSラジオ・文化放送・ニッポン放送）は100kWに対し、NHK東京第1放送は300kWで送信されている。他方、岡山・鹿児島は第1放送より地元民放（RSK山陽放送・南日本放送）の方が大出力である（NHK岡山 5kW/RSK 10kW・NHK鹿児島 10kW/MBC 20kW）。
埼玉県と東京都以外の関東地方と、奈良県には中継局を含めた送信所がない。また岐阜県・三重県・京都府・兵庫県・和歌山県については府県庁所在地には送信所がないが、それ以外の場所に中継局（岐阜・三重は名古屋放送局、京都・兵庫・和歌山は大阪放送局の各傘下）がある。
富山県では県内全域に親局から一括送信を行っている。それゆえ中継所を置いていない。

#### FM補完中継局
FM補完中継局について、中波放送の送信電力が民放よりも大きいことや独自にFM放送（NHK-FM）を運用していることを踏まえて、NHKでは通常中波中継局との併存は認められていない。その後、国は災害で大きな被害を受けると想定される地域や外国波との混信、地理・地形的要因などにより、NHKの中波放送を聴取するのが困難で補完中継局の開設条件を満たすと判断された場合に限り認める方針に転換した。
北海道・岩手県・秋田県・東京都（後述）・長野県・石川県・福井県・静岡県・岐阜県・和歌山県・岡山県・広島県・島根県・徳島県・愛媛県・高知県・長崎県・大分県・宮崎県・鹿児島県・沖縄県の各一部地域では夜間から深夜において近隣諸国からの混信が激しいため、その対策としてFM波（超短波）の中継局が設置されている（沖縄県は南大東中継局を除きラジオ第2放送も設置）。過去には新潟県小千谷市でも震災関連情報の提供および平成16年新潟県中越地震の被災で送信不能となった津南ラジオ中継局設備が完全復旧するまでの臨時中継所としてFM波の中継局が設置されていた。
かつて小笠原諸島ではFM波も含めて中継局が設置されていなかったため、一部の限られた地域を除いて夜間のみの受信となっていたが、先述のサイマルラジオサービスのほか、既設の小笠原村営光ファイバーケーブルを使用した防災放送受信機によって聴くことができた。その後、2012年度には3か所の中継局が開局し、このうちの1局は高知県の早明浦中継局が5月に開局した。残りの2か所は、長年ラジオ放送の直接受信が困難だった、小笠原諸島の父島・母島にラジオ第2放送・FM放送と合わせて設置された（3波ともFM波で送信）。また、2013年度には外国放送局との混信が激しい鹿児島県の喜界地区にも、FM波の中継局が設置された。

### 局名告知
無線局運用規則第138条に基づく局名告知は、原則として、5時・正午・19時、および定期的な放送休止時（大抵は1時）の時報前に送出される（NHK-FM放送と同じ）。呼出符号（コールサイン）および呼出名称アナウンスのフォーマットは原則として、「JO**、NHK+（設置場所の地名）+第1放送（です）」である。なお、1980年代は「NHK+（設置場所の地名）、JO**」、1990年代は「○○第1放送です。JO**」の様式がとられたこともあった。
アナウンスは、原則として、総合テレビ・FM放送の局名告知と同じアナウンサーが担当している。東京の場合、NHK放送センター東京アナウンス室所属（録音当時）のアナウンサー・渡邊あゆみの声で「JOAK、NHK東京第1放送です」とアナウンスされる。

### 時報
時報は毎正時送出される。高校野球地方大会放送中でも地方放送局から時報が送出される。一部地域での放送休止で午前1時に終了する場合は東京を除き時報は送出されない。ラジオ第1と同時放送することが多いNHKワールド・ラジオ日本でも時報が毎正時送出される（タイムラグが生じる衛星ラジオでもそのまま送出）。一方、サイマルラジオサービスではラジオ第2、FM放送も含めて時報は送出されない。

### 交通機関
- 国内線機内
  - 日本航空・全日空・AIRDOの国内線の機内（一部機材除く）で、機内放送のプログラムの一つとしてリアルタイムの放送を聞くことができる。航空機の場合長距離を飛行することになるため、移動中の区域に最も近い主要局の放送を自動で選局して受信している。そのためうまく受信できない場合や、雑音が大きく入ることがある。また機材によっては、放送サービス自体を行なっていないことがある。
- 東海道・山陽新幹線
  - 車内でFM波による再放送が行われていたが、2022年のダイヤ改正にあわせてサービスを終了した。[12]
  - 2013年3月まではグリーン車では座席のイヤホンジャックに持参（または車内販売で購入）したイヤホンを差し込んで、普通車ではFM波による再放送で聞くこととなっていた。FM波による再放送は、N700S系以外で2022年のダイヤ改正まで行われていた。
- 都営地下鉄
  - 高架部[注釈 22]や、他事業者が設備を保有する区間[注釈 23]を除いた区間で高周波利用設備により民放を含む中波放送が再放送される。

### メンテナンスによる放送休止
24時間放送実施当初から2000年春ごろまではメンテナンスはテレビ・FMラジオ同様全国一斉の同一期間に行っていた。現在は放送設備の点検・整備でも予備放送機を活用した減力放送も行われていて、事実上、完全24時間放送となっている。なお一部地域では主として毎月1回程度の月曜深夜や春・秋の特定期間に放送休止となる局がある。ただし、その場合でも午前1時から5時はFM放送は通常放送しているため、大規模修繕工事がない限り、双方の電波が途切れることはない。
なお、2012年度から、高校野球期間中は「日曜討論」が24時台に放送される（雨天中止時も同）ため、放送設備点検・工事が実施される地域はそれの終了後の基本1時10分（討論の内容により延長有り）から5時まで休止となるため、「日曜討論」終了後1分間は休止・減力放送となる地域はそのアナウンス、通常放送が行われる地域は時間調整のフィラー音楽を放送してから「ラジオ深夜便」（本編）をスタートさせる。またFMが放送休止となりラジオ第1が通常放送となる地域では1時の放送休止のアナウンスで「深夜便はラジオ第1放送で放送しています」とアナウンスされる（したがって、FMが午前1時で休止となる地域では、「深夜便」冒頭の定時ニュースが聴取できないことになるが、周辺都府県の放送が聞ける場合とサイマルラジオサービスはこの限りではない）。
これは地震・台風・豪雨などの天災が発生した場合の災害対策基本法や、テロなどの大規模な有事が発生した場合の諸法律の義務を履行するための措置である（総合テレビ・FM放送も同様）。
各放送局でメンテナンスによる放送中断がある場合は、各放送局における一部地域の部分休止を除いて「君が代」の演奏（オーケストラによるインストゥルメンタル）が放送される。ただし、減力放送の場合は放送されない。1990年代まではラジオ第2放送と同様に、チェレスタ演奏による終了用インターバル・シグナルが放送されていたが、2021年の時点ではほとんどの放送局で君が代演奏終了あるいは局名告知直後ないし数分後にはテストトーンが流れる。
なお、1996年4月から1998年3月はラジオ第1放送のメンテナンスがあった場合、休止となる1時から5時までのラジオ深夜便をFM放送でリレー補完放送したことがあった。ただし、年数回、日曜深夜にテレビを含む地上波の放送を全部停止する日があり、その場合は午前0時で終了・停波して以後のリレー放送もしなかったことがあった。
また、NHK菖蒲久喜ラジオ放送所からの東京第1放送の番組は2000年7月から2008年9月22日深夜（9月23日未明）3時まではメンテナンス日は減力放送をする形で通常放送を行っていたが、2008年9月23日3時から5時と、12月9日深夜（12月10日未明）1時から3時は放送設備点検のために放送を停止していた。それ以後は再び減力放送のみを実施しており、停波を伴う休止は行われていない。

#### 放送休止アナウンス
2023年3月までは、一部の局においてFMあるいはらじるらじるへの迂回を促す放送で親局ほか道府県内主要都市のFM中継局の周波数を知らせる場合もある（逆に、FMが休止時のラジオ第1あるいはらじるらじるへの迂回を促す放送である場合も、親局ほか道府県内主要都市のラジオ第1の周波数を知らせる局がある（松山放送局は全県の迂回先周波数を東から二度繰り返して案内する。））。なお、名古屋放送局では東海地方3県の聴取者に点検・工事に対する理解を求めるアナウンスを行っていた。
多くの局は、当日の宿直アナウンサー（東京は関西・地方発の時を除いて深夜便アンカー）による生放送だったが、名古屋など一部は事前収録したものを放送したこともあった。
2023年4月より、放送休止のアナウンスは全国一斉でラジオ深夜便のアンカー（=パーソナリティー）に託されることになった。0時58分頃に一部地域で放送を休止する旨を知らせる。当該放送局の一斉休止の場合は、局によりその直後（即ち0時59分の段階）での飛び降り、または1時の時報まで世界の天気のBGMを流し、時報後のどちらかで、それぞれ君が代が演奏され、個別休止（親局が通常通りで、中継局のみ休止）の場合はそのまま停波となる。なお同様にFM放送が休止となる場合も2023年3月までは当該各放送局ごとに生放送（一部事前収録）で休止告知を放送していたが、4月以後は休止が発生する局がある場合は（休止しない地域も含め）事前収録による一部地域放送休止告知を東京から発信している。

## 国際放送
日本からの海外向け国際放送であるNHKワールド・ラジオ日本にもゼネラルサービス日本語放送の全放送時間（1日24時間）のうち延べ21 - 22時間と9割近くの時間帯で同時放送されている（短波放送では特にアジア大陸・東南アジア向けが多い）。ゼネラルサービス日本語放送でのラジオ第1との同時編成は、1982年に22時台『NHKジャーナル』が新設された当初、それまで「日本時間奇数時が日本語、偶数時が英語」という原則を維持しつつも、この番組を世界同時放送にするために、22時と23時の枠を入れ替え、21 - 23時を日本語、23時-25時（翌日1時）を英語に編成を入れ替えたものであった。その後1992年頃から、NHKジャーナル以外の早朝5-9時、および夜19 - 22時のアジア向けの放送から段階を追ってラジオ第1との同時編成を実施し、その後拡大。2008年の編成で日本時間日中と夕方のごく一部を除いて、日本語放送のおよそ9割がラジオ第1と国際放送の同時放送となった。
9割が同時放送となったが、ローカルニュース放送枠の多くは海外安全情報に差し替える。
ネット送出回線からの直受けで音声を流すため、番組の途中で挿入される日本の首都圏の交通情報は放送されず、インストゥルメンタル音楽のみが流れる。ただし、首都圏ローカルニュース放送時の交通情報と全国の交通情報はそのまま放送される。また、気象警報、竜巻注意情報、土砂災害警戒情報なども一切放送されない。一方で、番組の途中に割り込まれるニュース速報・地震情報（ともに全国一斉放送時のみ）、緊急地震速報、緊急警報放送の信号音はそのまま放送される。
ただし、同時放送の時間帯でも放送権の都合や電波運用面の都合で放送できないスポーツ中継（大相撲中継とプロ野球ナイトゲームを除く。オリンピックについては2008年の北京オリンピックと2010年のバンクーバーオリンピックで一部時間帯を除き同時放送された事例あり）は別番組（ラジオ第1・第2・FM放送・地上デジタルラジオ実用化試験放送の録音番組やフィラー音楽またはFM放送同時放送の番組）に差し替えとなる。
ただし、高校野球期間中でも『昼のいこい』、『民謡をたずねて』はFMで、『NHKのど自慢』は総合テレビとFMで通常通り放送されるため、国際放送でも休止せずに放送されるほか、高校野球が中止・開始遅延・早期終了となった場合も国際放送用の別番組差し替えをしないで同時放送となる場合もある。また、『日曜討論』もラジオ第1が高校野球を行うため、夜の時間帯に時差放送を行う場合でも国際放送では通常通り9時から国内と同時に放送される（衛星ラジオのみ）。同様に、国会中継（年度末に行うNHK予算審議の録音中継を含む）がある場合も別番組に差し替えとなる（開会が大幅に遅れる場合でも当該時間帯の差し替えは予定通り）が、総理大臣の演説や党首討論など一部内容についてはそのまま国内と同時放送されることがある。高校野球地方大会に関しては東京からの放送があっても春季・夏季・秋季を問わず一切放送されないため、そのまま定時番組を通常通り放送している。
ラジオ国際放送では短波のほか、NHKワールドTV、NHKワールド・プレミアムで使用されている通信衛星（インテルサット）を用いたデジタルラジオ放送（衛星ラジオ）も短波放送と同一内容で終日、ノンスクランブルでサイマル放送を行っており、通信衛星によるデジタルラジオ放送では短波・中波の番組が雑音の影響を受けず聴くことができる（音声はモノラル。日本国内のAMラジオのFM波再送信とは異なりAM放送・短波放送用に調整した音質ではないためスタジオ内、ネット送出回線の音声が高音質のまま流れる）。そのため海外では短波放送の受信が困難な場合に、日本国内では前述に加え、中波放送で夜間における外国局との混信・難聴取対策としてFM放送・「らじる★らじる」・「radiko」とともに大きな役割を果たす有効な手段となっている。

## 緊急時の放送対応
NHK全体が特別体制となる各速報の情報については、報道特別番組に切り替わる緊急地震速報、緊急警報放送、震度6弱以上の地震発生、津波警報発表などは通常の放送を中止。ニューススタジオから全国放送で伝える場合、ニュース速報(重大な事件・事故等)と地震情報は放送内容を一時中断し、断り（「（番組、曲）の途中ですが、（東京の） ニューススタジオから（内容）に関する情報をお伝え致します」）を入れる。
一般的な速報となる、地震情報・気象情報・交通情報、地域内の重要ニュースが入った場合には、該当する地域で通常の番組を強制に中断・あるいは放送中の内容に割り込んで被せ、各局の報道センターから情報を放送する。国際放送は全国一斉放送時のみ割り込み、ネットラジオは全国一斉放送と地域版それぞれの割り込みを放送するが、緊急地震速報は放送しない。
FMおよび国際放送との同時放送中に全国一斉放送の割り込みが入る場合はFM放送・国際放送でもそのまま放送されることがある。ローカル放送は原則としてラジオ第1放送のみへの割り込みとなり、FM放送・国際放送は通常放送が続けられる。

## ネットワーク
- 太字は拠点局。

| ブロック     | 放送局             | 呼出符号    | 周波数 （kHz） | 空中線電力 （W） | 放送開始日                              |
| ------------ | ------------------ | ----------- | -------------- | ---------------- | --------------------------------------- |
| 北海道       | 札幌               | JOIK        | 567            | 100k             | 1928年6月5日                            |
| 北海道       | 函館               | JOVK        | 675            | 005k             | 1932年2月6日                            |
| 北海道       | 旭川               | JOCG        | 621            | 003k             | 1933年9月4日                            |
| 北海道       | 帯広               | JOOG        | 603            | 005k             | 1936年11月22日                          |
| 北海道       | 釧路               | JOPG        | 585            | 010k             | 1938年2月26日                           |
| 北海道       | 北見（網走送信所） | JOKP        | 1188           | 010k             | 1942年1月1日                            |
| 北海道       | 室蘭               | JOIQ        | 945            | 003k             | 1942年2月21日                           |
| 東北         | 仙台               | JOHK        | 891            | 020k             | 1928年6月16日                           |
| 東北         | 秋田               | JOUK        | 1503           | 010k             | 1931年12月21日                          |
| 東北         | 山形               | JOJG        | 540            | 005k             | 1936年11月30日                          |
| 東北         | 盛岡               | JOQG        | 531            | 010k             | 1938年8月7日                            |
| 東北         | 福島               | JOFP        | 1323           | 001k             | 1941年2月12日                           |
| 東北         | 青森               | JOTG        | 963            | 005k             | 1941年4月17日                           |
| 関東・甲信越 | 東京               | JOAK        | 594            | 300k             | 1925年3月22日（仮） 1925年7月12日（本） |
| 関東・甲信越 | 長野               | JONK        | 819            | 005k             | 1931年2月24日                           |
| 関東・甲信越 | 新潟               | JOQK        | 837            | 010k             | 1931年11月11日                          |
| 関東・甲信越 | 甲府               | JOKG        | 927            | 005k             | 1937年12月21日                          |
| 東海・北陸   | 名古屋             | JOCK        | 729            | 050k             | 1925年7月15日                           |
| 東海・北陸   | 金沢               | JOJK        | 1224           | 010k             | 1930年4月15日                           |
| 東海・北陸   | 静岡               | JOPK        | 882            | 010k             | 1931年3月21日                           |
| 東海・北陸   | 浜松               | [ 注釈 38 ] | 576            | 001k             | 1933年7月20日                           |
| 東海・北陸   | 福井               | JOFG        | 927            | 005k             | 1933年7月13日                           |
| 東海・北陸   | 富山               | JOIG        | 648            | 005k             | 1935年12月13日                          |
| 近畿         | 大阪               | JOBK        | 666            | 100k             | 1925年6月1日（仮） 1926年12月1日（本）  |
| 近畿         | 大津（彦根送信所） | JOQP        | 945            | 001k             | 1942年2月25日                           |
| 中国         | 広島               | JOFK        | 1071           | 020k             | 1928年7月6日                            |
| 中国         | 岡山               | JOKK        | 603            | 005k             | 1931年2月1日                            |
| 中国         | 松江               | JOTK        | 1296           | 010k             | 1932年3月7日                            |
| 中国         | 鳥取               | JOLG        | 1368           | 001k             | 1936年12月14日                          |
| 中国         | 山口（防府送信所） | JOUG        | 675            | 005k             | 1941年4月19日                           |
| 四国         | 松山               | JOZK        | 963            | 005k             | 1941年3月9日                            |
| 四国         | 高知               | JORK        | 990            | 010k             | 1932年3月2日                            |
| 四国         | 徳島               | JOXK        | 945            | 005k             | 1933年7月23日                           |
| 四国         | 高松               | JOHP        | 1368           | 005k             | 1944年5月17日                           |
| 九州・沖縄   | 福岡               | JOLK        | 612            | 100k             | 1930年12月6日                           |
| 九州・沖縄   | 北九州             | JOSK        | 540            | 001k             | 1931年12月21日                          |
| 九州・沖縄   | 熊本               | JOGK        | 756            | 010k             | 1928年6月16日                           |
| 九州・沖縄   | 長崎               | JOAG        | 684            | 005k             | 1933年9月20日                           |
| 九州・沖縄   | 鹿児島             | JOHG        | 576            | 010k             | 1935年10月26日                          |
| 九州・沖縄   | 宮崎               | JOMG        | 540            | 005k             | 1937年4月19日                           |
| 九州・沖縄   | 大分               | JOIP        | 639            | 005k             | 1941年6月20日                           |
| 九州・沖縄   | 佐賀               | JOSP        | 963            | 001k             | 1941年12月28日                          |
| 九州・沖縄   | 沖縄               | JOAP        | 549            | 010k             | 1942年3月19日                           |

### 閉局
- 前橋（JOBG）：1933年6月23日 - 1938年12月19日（東京の大電力化による）
- 京都（JOOK 621kHz・1kW）：1932年6月24日 - 2015年2月2日（大阪の大電力化による放送エリア重複と、送信所を置いていた京都放送会館移転のため）